# راحقة

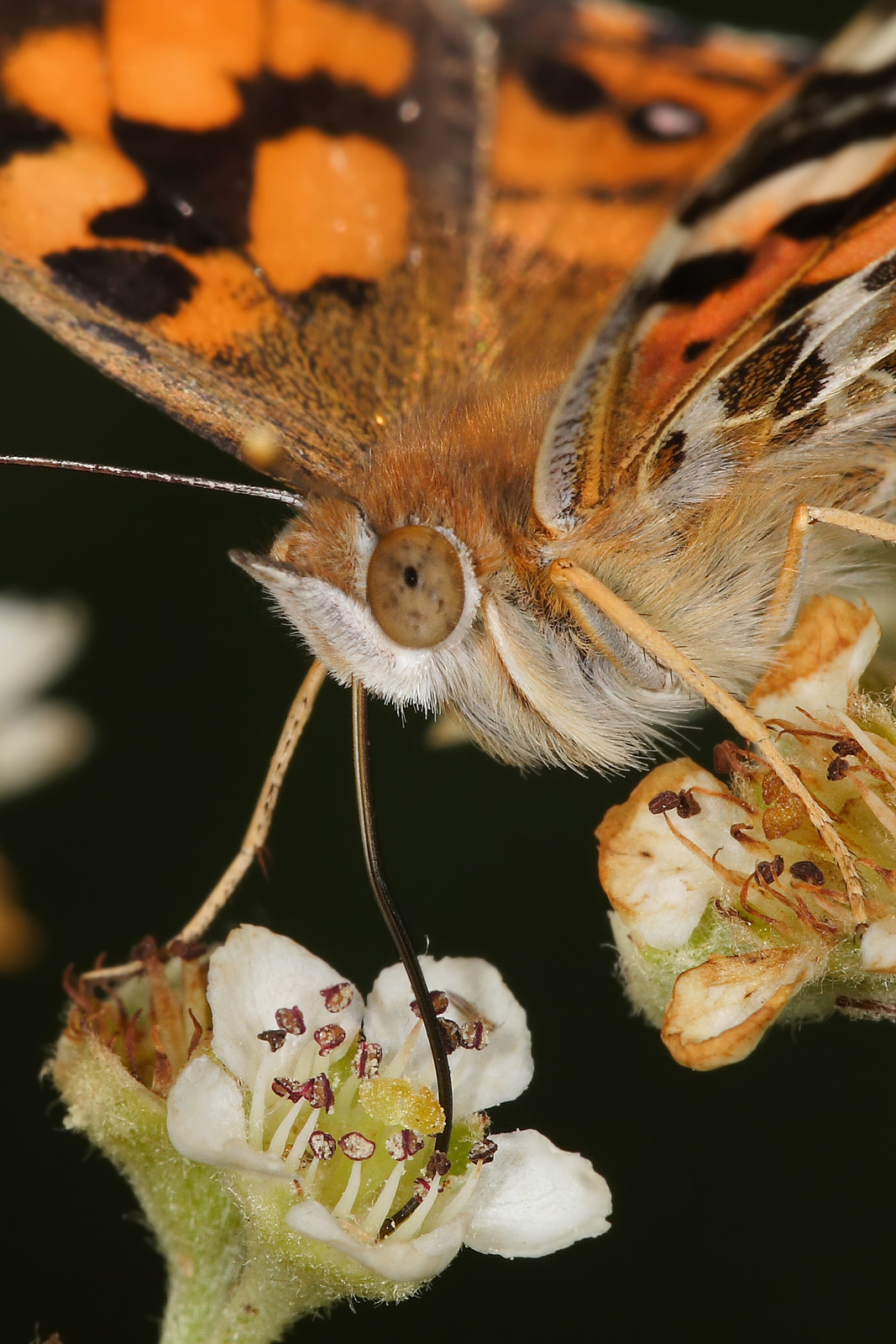
بشورة أسترالية تتغذى على الرحيق من باستخدام خرطومها الطويل

الرَّاحق أو الرَّاحِقَة أو الرَّاحِقَات في علم الحيوان هو حيوان يستمد طاقته ومتطلباته الغذائية من نظام غذائي يتكون أساسًا أو حصريًا من الرحيق الغني بالسكر الذي تنتجه النباتات المزهرة.
يعد الرحيق مصدرًا للغذاء حيث يحوي عددًا من الفوائد بالإضافة إلى التحديات. فهو محلول (يصل إلى 80٪) من السكريات البسيطة مثل السكروز والجلوكوز والفركتوز ، والتي يسهل بلعها وهضمها ما يمثل مصدرًا غنيًا وفعالًا للتغذية. غالبًا ما يُخفف تركيز هذا المحلول إما عن طريق النبات الذي ينتجه أو عن طريق المطر المتساقط على زهرة ، والعديد من نباتات الرحيق تمتلك تكيفات لتخليص نفسها بشكل فعال من أي مياه زائدة تصل بهذه الطريقة.

## الحشرات

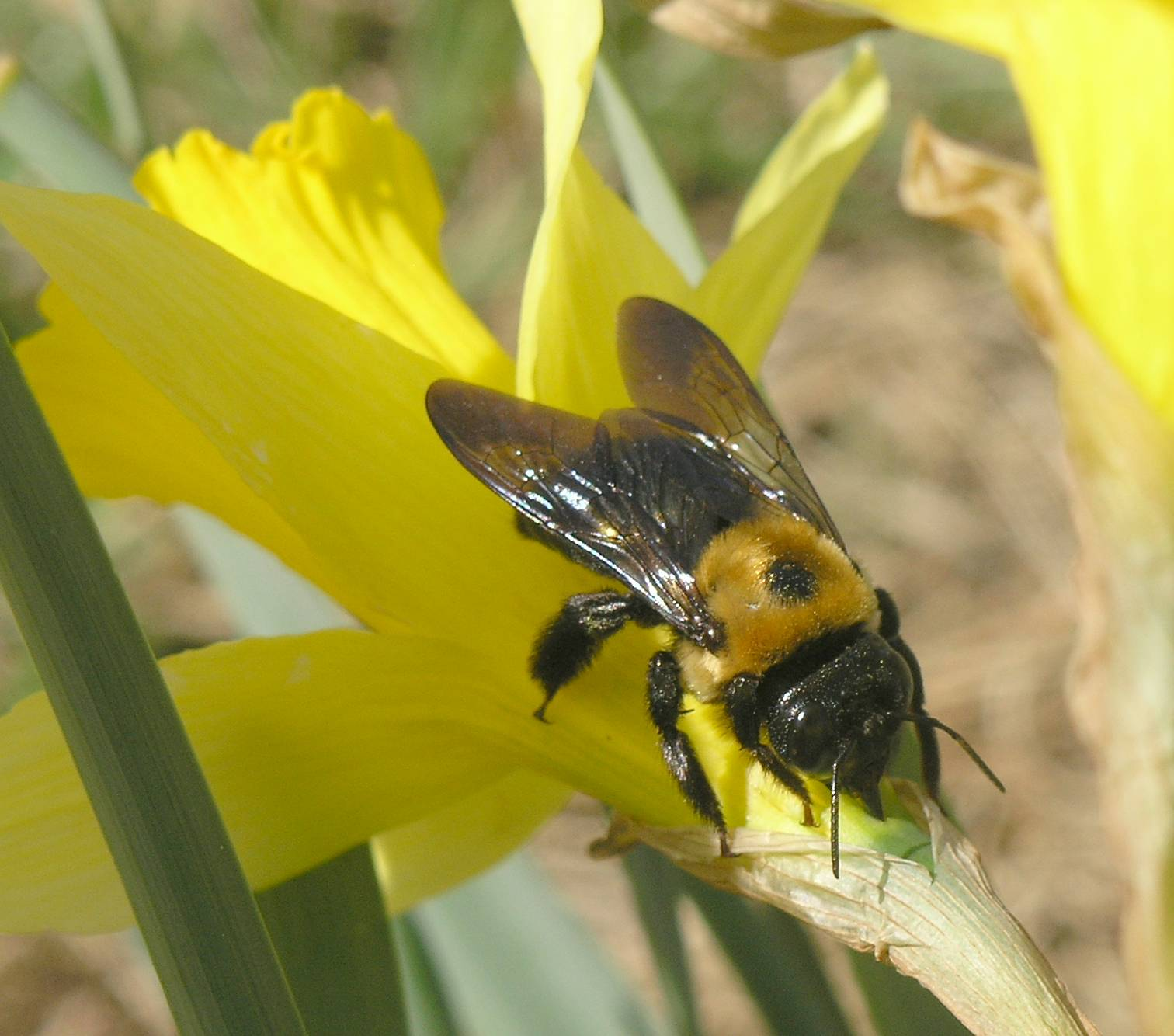
نحل نجار شرقي تخترق كأس أزهار النرجس البري

كثير من الحشرات هي راحقة. تشمل العائلات الرئيسية ذات النسب الكبيرة من الراحقات غمدية الأجنحة وحرشفية الأجنحة وثنائيات الأجنحة وغشائيات الأجنحة ونصفيات الأجنحة. بعضها ملقحات أيضًا أما الآخر فينخرط في سرقة الرحيق عن طريق تجنب الأعضاء التناسلية للنباتات تمامًا لا سيما تلك التي تحتوي على بتلة عميقة عن طريق اختراق قاعدة الزهرة للوصول إلى الرحيق مباشرة مثل النحل الحفار ونحل العسل (الذي يستهلك الرحيق من الثقوب التي صنعها الآخرون) ،  وكذلك النمل.

## المفصليات
هناك أدلة على أن بعض العناكب، وذلك مع الاعتقاد عادةً بأنها لاحمة فقط، تستهلك الرحيق استهلاكًا ليس مباشرًا عن طريق تناول الحشرات الراحقة أو مباشرة من الزهور. يُعتقد أن هذا السلوك أكثر شيوعًا بين العناكب التي تعيش بين أوراق الشجر.

## الطيور

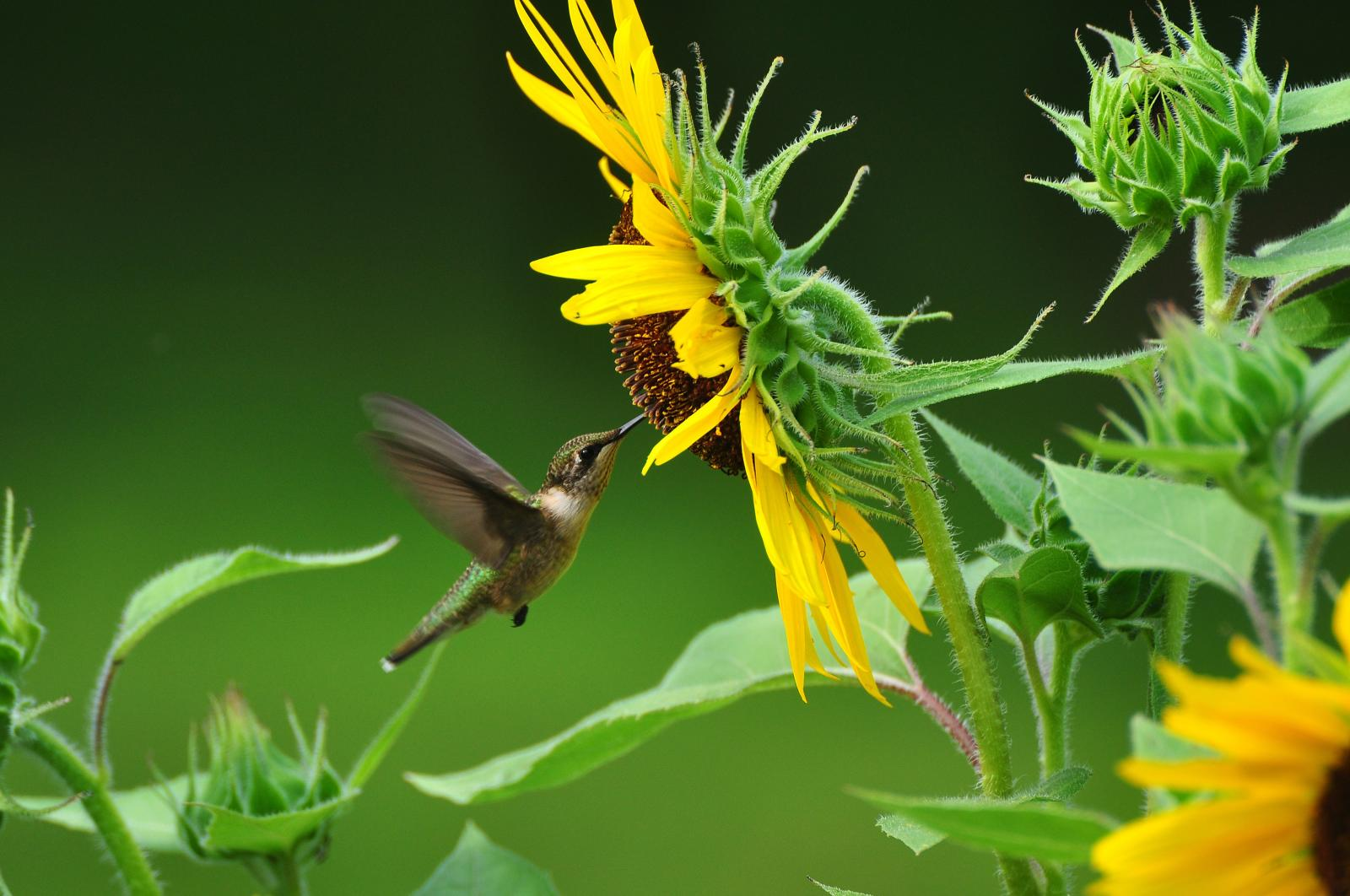
أنثى الطنان ياقوتي الحنجرة تتغذى على رحيقدوار الشمس

العديد من الطيور هي راحقة لكن لا توجد أنواع تستهلك الرحيق حصريًا. فمظمها هو حاشرٌ أيضًا، فيكون له سلوك غذائي مزدوج. أهم فصائل الطيور الراحقة ثلاثة: الطنان والتميريات وآكلات العسل. تكيفت هذه المجموعات للسماح باتباع نظام غذائي راحق ما يُظهر نشاطًا أعلى للإنزيمات الهاضمة التي تهضم السكريات ومعدلات أعلى لامتصاص السكريات وتغير وظائف الكلى.

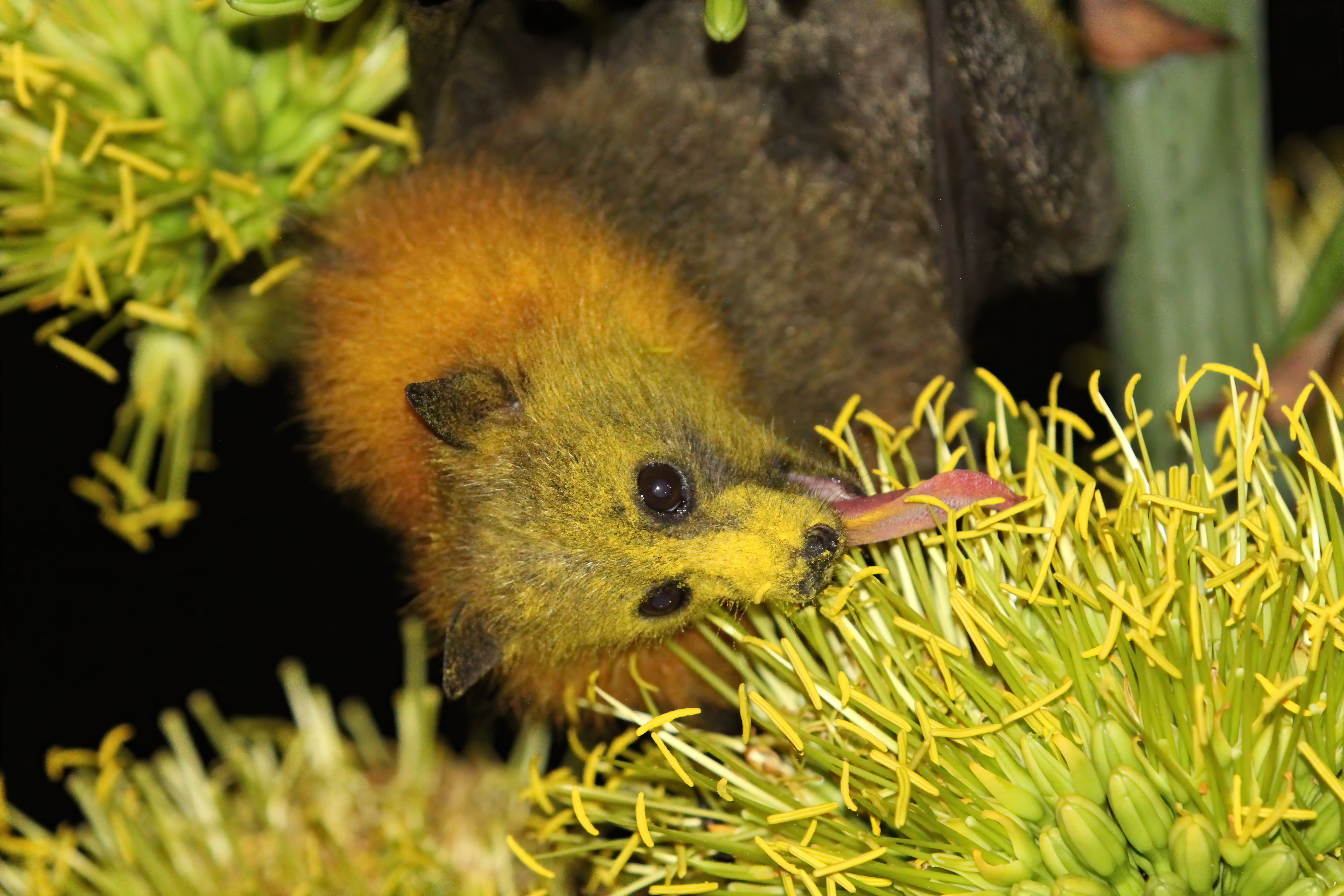
يتغذى الشقاح الأرأس على الرحيق ووجهه مغطى بحبوب الطلع

تتغذى العديد من أنواع الخفافيش على الرحيق وأسلوب حياتها مشابه لنمط حياة الطيور الراحقة. هناك تداخل كبير في الأمريكتين بين الأزهار التي تُلقَّح بواسطة الخفافيش والطيور الطنانة - فكلا الكائنين يحتاج إلى رحيق متشابه للحفاظ على تحليق كثيف الطاقة. هناك ارتباط وثيق بين بعض أنواع الصبار العمودي وأنواع الخفافيش في هذا الجزء من العالم، حيث تتيح الخفافيش الإلقاح مقابل حصولاها على رحيق يوافق احتياجاتهم الغذائية.  قد تكون الخفافيش الآكلة للرحيق معرضة بشكل خاص لخطر الانقراض بسبب اعتمادها على أنواع معينة من النباتات المزهرة. 